# Byron Talbot
Byron Talbot, né le 15 septembre 1964 à Johannesbourg, est un joueur sud-africain de tennis professionnel de 1988 à 2008.
Il a été finaliste en double au Masters de Rome.

## Carrière
Principalement joueur de double, il ne joue qu'une fois en Grand Chelem au premier tour de l'Open d'Australie contre Ramesh Krishnan 1989, atteint les 1/8 à Tel Aviv et le premier tour au Masters de Cincinnati.
Il a joué le Masters de tennis en double en 1996 (classé 9e paire mondiale) avec Libor Pimek où ils échouent en poule.

## Palmarès

### Titres en double messieurs
| No | Date       | Nom et lieu du tournoi                     | Catégorie           | Dotation  | Surface         | Partenaire        | Finalistes                     | Score         |  |
| -- | ---------- | ------------------------------------------ | ------------------- | --------- | --------------- | ----------------- | ------------------------------ | ------------- |  |
| 1  | 13-07-1992 | MercedesCup Stuttgart                      | Championship Series | 865 000 $ | Terre (ext.)    | Glenn Layendecker | Marc Rosset Javier Sánchez     | 4-6, 6-3, 6-4 |  |
| 2  | 05-10-1992 | Grand Prix de Toulouse Toulouse            | World Series        | 275 000 $ | Dur (int.)      | Brad Pearce       | Guy Forget Henri Leconte       | 6-1, 3-6, 6-3 |  |
| 3  | 31-07-1995 | Škoda Czech Open Prague                    | World Series        | 340 000 $ | Terre (ext.)    | Libor Pimek       | Jiří Novák David Rikl          | 7-5, 1-6, 7-6 |  |
| 4  | 11-03-1996 | Copenhagen Open Copenhague                 | World Series        | 203 000 $ | Moquette (int.) | Libor Pimek       | Wayne Arthurs Andrew Kratzmann | 7-6, 3-6, 6-3 |  |
| 5  | 15-07-1996 | MercedesCup Stuttgart                      | Championship Series | 915 000 $ | Terre (ext.)    | Libor Pimek       | Tomás Carbonell Francisco Roig | 6-2, 5-7, 6-4 |  |
| 6  | 22-07-1996 | Generali Open Kitzbühel                    | World Series        | 400 000 $ | Terre (ext.)    | Libor Pimek       | David Adams Menno Oosting      | 7-6, 6-3      |  |
| 7  | 15-06-1998 | Tournoi de tennis de Nottingham Nottingham | Int' Series         | 315 000 $ | Gazon (ext.)    | Justin Gimelstob  | Sébastien Lareau Daniel Nestor | 7-5, 6-7, 6-4 |  |

### Finales en double messieurs
| No | Date       | Nom et lieu du tournoi                               | Catégorie    | Dotation    | Surface         | Vainqueurs                       | Partenaire    | Score         |  |
| -- | ---------- | ---------------------------------------------------- | ------------ | ----------- | --------------- | -------------------------------- | ------------- | ------------- |  |
| 1  | 17-07-1989 | OTB International Schenectady                        |              | 100 000 $   | Dur (ext.)      | Scott Davis Broderick Dyke       | Brad Pearce   | 2-6, 6-4, 6-4 |  |
| 2  | 13-04-1992 | Salem Open Hong Kong                                 | World Series | 270 000 $   | Dur (ext.)      | Brad Gilbert Jim Grabb           | Byron Black   | 6-2, 6-1      |  |
| 3  | 03-01-1994 | Qatar Mobil Open Doha                                | World Series | 500 000 $   | Dur (ext.)      | Olivier Delaitre Stéphane Simian | Shelby Cannon | 6-3, 6-3      |  |
| 4  | 19-06-1995 | International ÖTV Raiffeisen Grand Prix Sankt Pölten | World Series | 350 000 $   | Terre (ext.)    | Bill Behrens Matt Lucena         | Libor Pimek   | 7-5, 6-4      |  |
| 5  | 13-05-1996 | Italian Open Rome                                    | Super 9      | 1 950 000 $ | Terre (ext.)    | Byron Black Grant Connell        | Libor Pimek   | 6-2, 6-3      |  |
| 6  | 03-03-1997 | ABN AMRO World Tennis Tournament Rotterdam           | World Series | 725 000 $   | Moquette (int.) | Jacco Eltingh Paul Haarhuis      | Libor Pimek   | 7-65, 6-4     |  |

## Parcours dans les tournois duGrand Chelem

### En simple
| Année | Open d'Australie | Open d'Australie | Internationaux de France | Internationaux de France | Wimbledon | Wimbledon | US Open | US Open |
| ----- | ---------------- | ---------------- | ------------------------ | ------------------------ | --------- | --------- | ------- | ------- |
| 1989  | 1er tour (1/64)  | R. Krishnan      | —                        | —                        | —         | —         | —       | —       |

N.B. : à droite du résultat se trouve le nom de l'ultime adversaire.

### En double
| Année | Open d'Australie               | Open d'Australie        | Internationaux de France  | Internationaux de France | Wimbledon                 | Wimbledon                  | US Open                     | US Open                 |
| ----- | ------------------------------ | ----------------------- | ------------------------- | ------------------------ | ------------------------- | -------------------------- | --------------------------- | ----------------------- |
| 1989  | 1er tour (1/32) R. Baxter      | D. Cahill M. Kratzmann  | —                         | —                        | —                         | —                          | 1er tour (1/32) E. Korita   | J. Lozano T. Witsken    |
| 1990  | —                              | —                       | 1er tour (1/32) R. Deppe  | J. Grabb P. McEnroe      | 1er tour (1/32) R. Deppe  | U. Riglewski M. Stich      | 1er tour (1/32) S. Youl     | J. Bates K. Curren      |
| 1991  | —                              | —                       | 1er tour (1/32) B. Pearce | J. Bates N. Brown        | 1/8 de finale B. Haygarth | T. Woodbridge M. Woodforde | 1er tour (1/32) S. Patridge | H. J. Davids J. Eltingh |
| 1992  | 1er tour (1/32) G. Layendecker | A. Gómez J. Sánchez     | 1er tour (1/32) B. Pearce | J. Palmer D. Wheaton     | 1er tour (1/32) B. Pearce | L. Jensen L. Warder        | 1er tour (1/32) B. Pearce   | K. Flach T. Witsken     |
| 1993  | 2e tour (1/16) B. Pearce       | M. Kratzmann W. Masur   | 1/8 de finale B. Pearce   | L. Jensen M. Jensen      | 1/2 finale R. Bergh       | G. Connell P. Galbraith    | 1er tour (1/32) R. Bergh    | M. Kratzmann W. Masur   |
| 1994  | 1er tour (1/32) S. Cannon      | B. Pearce D. Randall    | 1er tour (1/32) M. Bauer  | H. Holm A. Järryd        | 1er tour (1/32) R. Bergh  | P. Albano J. Frana         | 1er tour (1/32) M. Ondruska | S. Lareau L. Paes       |
| 1995  | 1/8 de finale R. Bergh         | P. Korda P. McEnroe     | —                         | —                        | —                         | —                          | 2e tour (1/16) L. Pimek     | M. Knowles D. Nestor    |
| 1996  | 1er tour (1/32) L. Pimek       | N. Broad P. Norval      | 1/4 de finale L. Pimek    | J. Palmer J. Stark       | 1er tour (1/32) L. Pimek  | D. Dilucia S. Humphries    | 2e tour (1/16) L. Pimek     | D. Adams M. Oosting     |
| 1997  | 1er tour (1/32) L. Pimek       | P. Albano P. Nyborg     | 1er tour (1/32) L. Pimek  | P. Korda J. Salzenstein  | 1er tour (1/32) L. Pimek  | B. Behrens C. Haggard      | 1er tour (1/32) L. Pimek    | M. Damm A. Olhovskiy    |
| 1998  | 1er tour (1/32) R. Bergh       | G. Kuerten M. Sell      | —                         | —                        | 1er tour (1/32) D. Bowen  | K. Braasch J. Knippschild  | 1er tour (1/32) L. Pimek    | K. Braasch M. Ondruska  |
| 1999  | 1er tour (1/32) S. Doseděl     | D. Adams J.-L. de Jager | —                         | —                        | —                         | —                          | —                           | —                       |

N.B. : le nom du ou de la partenaire se trouve sous le résultat ; le nom des ultimes adversaires se trouve à droite.

### En double mixte
| Année | Open d'Australie              | Open d'Australie               | Internationaux de France | Internationaux de France | Wimbledon | Wimbledon | US Open | US Open |
| ----- | ----------------------------- | ------------------------------ | ------------------------ | ------------------------ | --------- | --------- | ------- | ------- |
| 1995  | 1er tour (1/16) Katrina Adams | Nicole Arendt Greg Van Emburgh |                          |                          |           |           |         |         |
| 1997  | 1er tour (1/16) Caroline Vis  | Kimberly Po Jack Waite         |                          |                          |           |           |         |         |

N.B. : le nom de la partenaire se trouve sous le résultat ; le nom des ultimes adversaires se trouve à droite.